# Schillingstedt
Schillingstedt est une ancienne commune allemande de l'arrondissement de Sömmerda, Land de Thuringe.

## Géographie
Schillingstedt se situe dans le bassin de Thuringe.
| Etzleben          | Hemleben       |             |
| Büchel Griefstedt | Schillingstedt | Beichlingen |
| Sömmerda          |                | Kölleda     |

Schillingstedt se trouve sur la Bundesstraße 85 ; la Bundesautobahn 71 traverse son territoire.

## Histoire
Schillingstedt est mentionné pour la première fois en 1227 sous le nom de Silgenstat.
Schillingstedt est la scène d'une chasse aux sorcières en 1669 : une femme subit un procès, accusée d'avoir un dragon.

## Jumelage
- Schillingstadt,  Bade-Wurtemberg